# سيدي احمد بن عيسى (سيدي أحمد بنعيسى)
سيدي احمد بن عيسى هي إحدى مشيخات المملكة المغربية، تتبع جغرافيا لإقليم سيدي قاسم وإداريًا لسيدي أحمد بنعيسى. يقدر عدد سكانها بـ 5213 نسمة حسب الإحصاء الرسمي للسكان والسكنى لسنة 2004.